# Østrig Rundt
Østrig Rundt er et cykeletapeløb over 6-8 etaper som arrangeres i Østrig. Fra 2005 er det blevet arrangeret i juli, samtidig med Tour de France.

## Vindere
| År                 | Vinder               | Toer                   | Treer                 |        |
| ------------------ | -------------------- | ---------------------- | --------------------- | ------ |
| for amatører       |                      |                        |                       |        |
| 1947               | Robert Renoncé       | Roger Ilitch           | Rudi Valenta          |        |
| 1948               | Raymond Colliot      | Hans Goldschmid        | Roger Dagorn          |        |
| 1949               | Richard Menapace     | Franz Deutsch          | Lucien Fixot          |        |
| 1950               | Richard Menapace     | André Hoffmann         | Kurt Schneider        |        |
| 1951               | Franz Deutsch        | Josef Hammerl          | Charly Gaul           |        |
| 1952               | Franz Deutsch        | Charly Gaul            | Franz Reitz           |        |
| 1953               | Francis Gelhausen    | Jempy Schmitz          | Adolf Christian       |        |
| 1954               | Adolf Christian      | Walter Müller          | André Messelis        |        |
| 1955               | Lasse Nordvall       | Adolf Christian        | Franz Deutsch         |        |
| 1956               | Roland Ströhm        | Eduard Ignatovicz      | Gunnar Göransson      |        |
| 1957               | Gunnar Göransson     | Richard Durlacher      | Stefan Mascha         |        |
| 1958               | Richard Durlacher    | Kurt Schweiger         | Stefan Mascha         |        |
| 1959               | Stefan Mascha        | Constant Goossens      | Herbert Kaupe         |        |
| 1960               | René Lotz            | Felix Damm             | Fritz Inthaler        |        |
| 1961               | Stefan Mascha        | Martin Van Den Bossche | Walter Müller         |        |
| 1962               | Walter Müller        | Adolf Christian        | Gustav-Adolf Schur    |        |
| 1963               | Jan Pieterse         | Felix Damm             | Arie den Hartog       |        |
| 1964               | Edy Schütz           | Johny Schleck          | Christian Frisch      |        |
| 1965               | Hans Furian          | Józef Beker            | Ryszard Zapała        |        |
| 1966               | Hans Furian          | Rolf Eberl             | Hans Königshofer      |        |
| 1967               | Rini Wagtmans        | Rudi Valenčič          | Fedor den Hertog      |        |
| 1968               | Jan Krekels          | Georg Postl            | Czesław Polewiak      |        |
| 1969               | Matthijs de Koning   | Wolfgang Steinmayr     | Joop Zoetemelk        |        |
| 1970               | Rudolf Mitteregger   | Hans Oberndorfer       | Hans Königshofer      |        |
| 1971               | Roman Humenberger    | Rudolf Mitteregger     | Wolfgang Steinmayr    |        |
| 1972               | Wolfgang Steinmayr   | Rudolf Mitteregger     | Claudio Morelli       |        |
| 1973               | Wolfgang Steinmayr   | Vladislav Neljubin     | Rudolf Mitteregger    |        |
| 1974               | Rudolf Mitteregger   | Yuri Lavyrushkin       | Siegfried Denk        |        |
| 1975               | Wolfgang Steinmayr   | Rudolf Mitteregger     | Roman Humenberger     |        |
| 1976               | Wolfgang Steinmayr   | Luca Olivetto          | Roman Humenberger     |        |
| 1977               | Rudolf Mitteregger   | Jiří Konečný           | Svatopluk Henke       |        |
| 1978               | Jostein Wilmann      | Stefan Mutter          | Erich Jagsch          |        |
| 1979               | Herbert Spindler     | Rudolf Mitteregger     | Tadeusz Wojtas        |        |
| 1980               | Geir Digerud         | Morten Sæther          | Johann Traxler        |        |
| 1981               | Gerhard Zadrobilek   | Mieczysław Korycki     | Harald Maier          |        |
| 1982               | Helmut Wechselberger | Andrzej Mierzejewski   | Libor Matejka         |        |
| 1983               | Kurt Zellhofer       | Helmut Wechselberger   | Lubomir Burda         |        |
| 1984               | Stefan Maurer        | Aleksandr Krasnov      | Lubomir Burda         |        |
| 1985               | Olaf Jentzsch        | Libor Matejka          | Primož Čerin          |        |
| 1986               | Helmut Wechselberger | Richard Trinkler       | Libor Matejka         |        |
| 1987               | Dmitri Konyschew     | Helmut Wechselberger   | Sergei Uslamin        |        |
| 1988               | Dietmar Hauer        | Gerd Audehm            | Stephan Gottschling   |        |
| 1989               | Valter Bonča         | Peter Lammer           | Arne Aadnøy           |        |
| 1990               | Dietmar Hauer        | Roman Kreuziger        | Stephan Gottschling   |        |
| 1991               | Roman Kreuziger      | Luis Espinosa          | Lars Kristian Johnsen |        |
| 1992               | Valter Bonča         | Peter Luttenberger     | Dietmar Hauer         |        |
| 1993               | Georg Totschnig      | Roland Meier           | Roman Kreuziger       |        |
| 1994               | Harald Morscher      | Koos Moerenhout        | Lars Kristian Johnsen |        |
| 1995               | Steffen Kjærgaard    | František Trkal        | Glenn D'Hollander     |        |
| for professionelle |                      |                        |                       |        |
| 1996               | Frank Vandenbroucke  | Luc Roosen             | Franco Ballerini      |        |
| 1997               | Daniele Nardello     | Frank Vandenbroucke    | Oscar Camenzind       |        |
| 1998               | Beat Zberg           | Philipp Buschor        | Matteo Tosatto        |        |
| 1999               | Maurizio Vandelli    | Georg Totschnig        | Branko Filip          |        |
| 2000               | Georg Totschnig      | Hannes Hempel          | Maurizio Vandelli     |        |
| 2001               | Cadel Evans          | Hans-Peter Obwaller    | Paolo Tiralongo       |        |
| 2002               | Gerrit Glomser       | Hans-Peter Obwaller    | Franco Ballerini      |        |
| 2003               | Gerrit Glomser       | Jure Golčer            | Hans-Peter Obwaller   |        |
| 2004               | Cadel Evans          | Michele Scarponi       | Maurizio Vandelli     |        |
| 2005               | Juan Miguel Mercado  | Johann Tschopp         | Gerhard Trampusch     |        |
| 2006               | Tom Danielson        | Ruslan Pidhornyj       | Christian Pfannberger |        |
| 2007               | Stijn Devolder       | Thomas Rohregger       | Jure Golčer           |        |
| 2008               | Thomas Rohregger     | Vladimir Gusev         | Ruslan Pidhornyj      |        |
| 2009               | Michael Albasini     | Ruslan Pidhornyj       | Branislau Samoilau    |        |
| 2010               | Riccardo Riccò       | Sergio Pardilla        | Emanuele Sella        |        |
| 2011               | Fredrik Kessiakoff   | Leopold König          | Carlos Sastre         |        |
| 2012               | Jakob Fuglsang       | Steve Morabito         | Robert Vrečer         |        |
| 2013               | Riccardo Zoidl       | Aleksandr Djatsjenko   | Kevin Seeldraeyers    |        |
| 2014               | Peter Kennaugh       | Javier Moreno          | Damiano Caruso        |        |
| 2015               | Víctor de la Parte   | Ben Hermans            | Jan Hirt              |        |
| 2016               | Jan Hirt             | Guillaume Martin       | Patrick Schelling     |        |
| 2017               | Delio Fernández      | Miguel Ángel López     | Felix Großschartner   |        |
| 2018               | Ben Hermans          | Hermann Pernsteiner    | Dario Cataldo         |        |
| 2019               | Ben Hermans          | Eduardo Sepúlveda      | Stefan de Bod         |        |
| 2021               | aflyst               | aflyst                 | aflyst                | aflyst |
| 2023               | Jhonatan Narváez     | Jason Osborne          | Jesús David Peña      |        |
| 2024               | Diego Ulissi         | Brandon Rivera         | Magnus Sheffield      |        |
| 2025               |                      |                        |                       |        |

## Eksterne links
- Officielle hjemmeside